# コンボケーション
コンボケーション（英語: Convocation、略：コンボケ）とは、ギリシャ語 ἐκκλησία （ラテン語文字化すると ekklēsia ） の英語翻訳のconvocare（召集する・集まるの意味） に由来した言葉で、おもに教会または学術的な特別な目的のために正式に集められた人々のグループのことである。学術的な用途では、ある教育機関のすべての関係者の集まり、新入生を歓迎する学年度の初めの式典、卒業式 など、さまざまな意味で使われる。

## 教会会議
イングランド教会では、1920年から始まったカンタベリー管区とヨーク管区の主教全体の教会会議を、「カンタベリー管区・ヨーク管区コンボケーション」と呼んでいる。

## 大学の集会

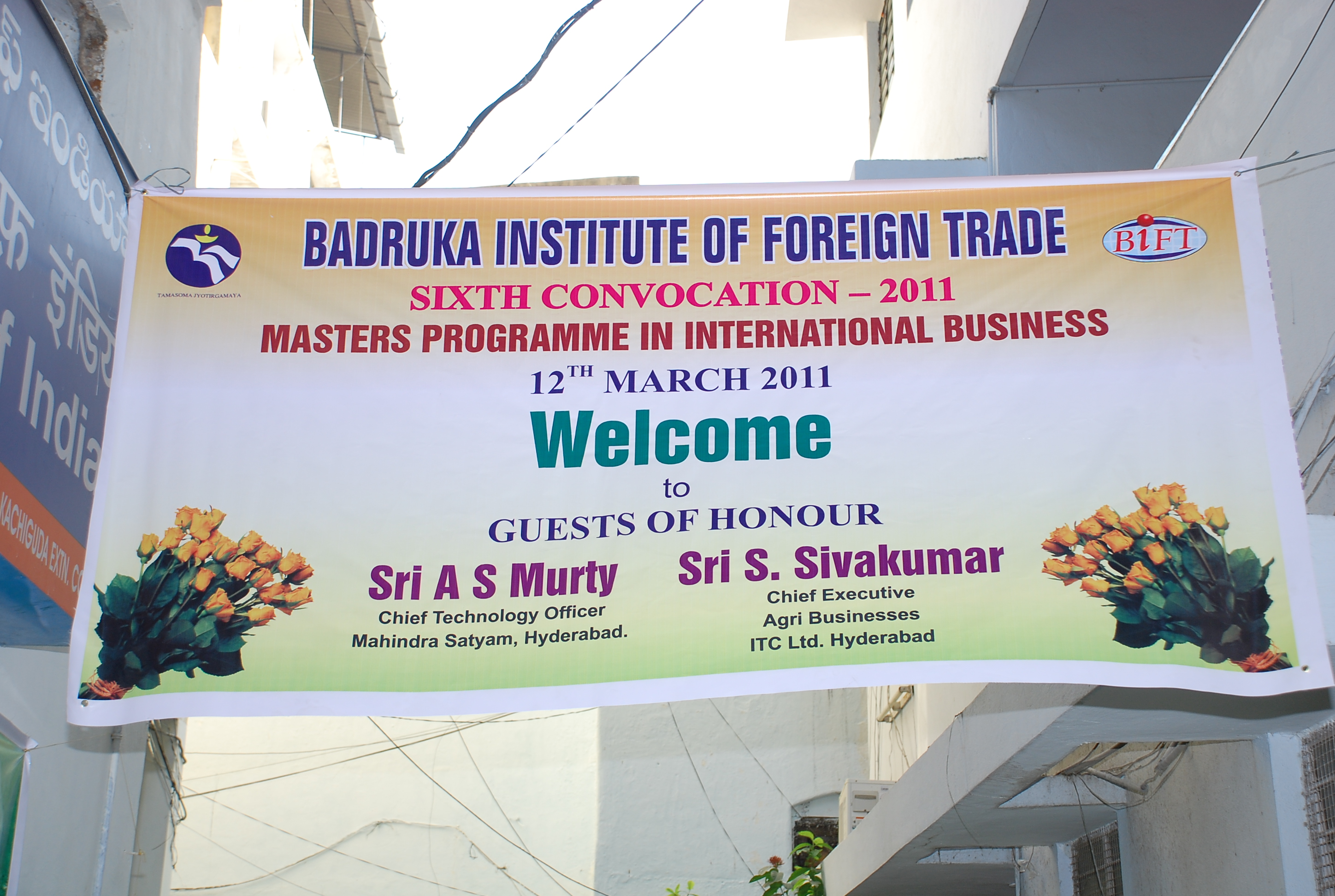
インドの大学大学院の卒業式通知

英国やその影響を受けた米国・カナダ・インドなどの大学では、入学式、卒業式、その他全学が集う集会をコンボケーションと呼んできた。トロント大学では、こうした行事を行なう建物を「コンボケーション・ホール」（Convocation Hall）と呼んでいる。
この他、大学関係の公式または非公式の全学集会をどれでもコンボケーションと呼ぶことがある。
日本でも、宮城大学では２つのキャンパスの新入生が交流できるように、春と秋に「コンボケーション・デイ」が開催されている。国際基督教大学では一般に「コンボケ」と呼ばれていて、毎週全学の授業を止めて、現在・過去・将来の話題でQ&A付きの講演会を行なう時間を「コンボケーション・アワー」と呼んでいる。

## 参照項目
- 学術用語
- キリスト教用語一覧